# Lithospermum euryphyllum
Lithospermum euryphyllum är en strävbladig växtart som beskrevs av A. Brand. Lithospermum euryphyllum ingår i släktet stenfrön, och familjen strävbladiga växter. Inga underarter finns listade i Catalogue of Life.